# Gédéon Kalulu
Gédéon Kalulu Kyatengwa (ur. 29 sierpnia 1997 w Lyonie) – piłkarz z Demokratycznej Republiki Konga grający na pozycji prawego obrońcy. Od 2022 jest zawodnikiem klubu FC Lorient.

## Kariera klubowa
Swoją karierę piłkarską Kalulu rozpoczął w klubie Olympique Lyon. W sezonie 2013/2014 zadebiutował w jego rezerwach. W 2018 roku wypożyczono go do trzecioligowego FC Bourg-Péronnas, w którym zadebiutował 31 sierpnia 2018 w zremisowanym 0:0 wyjazdowym meczu z SO Cholet. W Bourg-Péronnas spędził rok.
Latem 2019 Kalulu został zawodnikiem drugoligowego AC Ajaccio. Swój debiut w nim zaliczył 16 sierpnia 2019 w zwycięskim 1:0 wyjazdowym spotkaniu z LB Châteauroux. Zawodnikiem Ajaccio był przez trzy lata.
W 2022 roku Kalulu przeszedł do pierwszoligowego FC Lorient. Swój debiut w nim zanotował 7 sierpnia 2022 w wygranym 1:0 wyjazdowym meczu ze Stade Rennais.
| Sezon   | Klub              | Kraj    | Rozgrywki              | Mecze | Bramki |
| ------- | ----------------- | ------- | ---------------------- | ----- | ------ |
| 2013/14 | Olympique Lyon B  | Francja | CFA                    | 1     | 0      |
| 2014/15 | Olympique Lyon B  | Francja | CFA                    | 3     | 0      |
| 2015/16 | Olympique Lyon B  | Francja | CFA                    | 2     | 0      |
| 2016/17 | Olympique Lyon B  | Francja | CFA                    | 21    | 0      |
| 2017/18 | Olympique Lyon B  | Francja | Championnat National 2 | 23    | 3      |
| 2018/19 | Olympique Lyon B  | Francja | CFA                    | 2     | 0      |
| 2018/19 | FC Bourg-Péronnas | Francja | Championnat National   | 19    | 1      |
| 2019/20 | AC Ajaccio        | Francja | Ligue 2                | 19    | 1      |
| 2020/21 | AC Ajaccio        | Francja | Ligue 2                | 34    | 0      |
| 2021/22 | AC Ajaccio        | Francja | Ligue 2                | 32    | 0      |
| 2022/23 | FC Lorient        | Francja | Ligue 1                | 29    | 0      |

## Kariera reprezentacyjna
W reprezentacji Demokratycznej Republiki Konga Kalulu zadebiutował 13 października 2020 w zremisowanym 0:0 towarzyskim meczu z Marokiem, rozegranym w Rabacie. W 2024 roku powołano go do kadry na Puchar Narodów Afryki 2023. Rozegrał w nim sześć meczów: grupowe z Zambią (1:1), z Marokiem (1:1) i z Tanzanią (0:0), w 1/8 finału z Egiptem (1:1, k. 8:7), ćwierćfinałowy z Gwineą (3:1) i półfinałowy z Wybrzeżem Kości Słoniowej (0:1).